# Andrés Canals
Andrés Canals (Santa María del Camí, Mallorca, 14 de setembro de 1914-Palma, 15 de dezembro de 1975) foi um ciclista espanhol que competiu entre 1936 e 1945.
Em seu palmarés destaca uma vitória de etapa ao Circuito nortenho e uma 2.ª posição final à Volta à Catalunha de 1941.
Posteriormente foi presidente da Federação de ciclismo das Baleares de 1964 a 1969. Era o pai de Pere Canals.

## Palmarés
- 1939
  - 2.º à Volta a Mallorca
- 1940
  - 2.º à Volta a Mallorca
- 1941
  - Vencedor de uma etapa do Circuito norteño
  - 1.º no Troféu Falhes de Valencia
  - 2.º à Volta à Catalunha

### Resultados na Volta a Espanha
- 1942. Abandona (4.ª etapa)